# Naogaon
Pronunciação
Naogaon é um distrito localizado no norte de Bangladesh e que forma parte da divisão Rajshahi.
Nagaon encontra-se subdividido da seguinte forma:
- Manda Upazila
- Naogaon Sadar Upazila
- Mahadevpur Upazila
- Atrai Upazila
- Raninagar Upazila
- Patnitala Upazila
- Niamatpur Upazila
- Sapahar Upazila
- Porsha Upazila
- Badalgachhi Upazila
- Dhamoirhat Upazila

População: 101.266 habitantes